# Saar Van De Leest
Saar Van De Leest (1975) is een Belgische kunstenares en muzikante. Van opleiding is ze kunstschilder. Ze leerde muziek spelen in Antifare La Familia, zowat de huisband van Scheld'apen. In 1998 kraakte Van De Leest in Antwerpen een pand dat Villadelfia werd gedoopt.
Van De Leest speelde saxofoon en klarinet bij Traktor. Later speelde ze (samen met haar zus Rose) in de band Capsule. Met Elko Blijweert vormde ze dan weer Tip Toe Topic, waarmee ze twee albums uitbracht. Later speelde ze mee bij Franco Saint De Bakker.
In 2012 kocht Van De Leest's moeder Gerda Goris een binnenschip, de Tenace-boot, dat ze samen met haar dochters Saar en Rose renoveerde. Er werden een volkskeuken en bar ingericht. Het schip lag aangemeerd in het Houtdok, tot dit dok in 2014 werd gerenoveerd. Met de boot werd vervolgens getourd doorheen België, en waar het schip aanmeerde diende het als kunstatelier en concertzaal. Opnames gemaakt tijdens de trip werden op plaat uitgebracht.